# Liste der Baudenkmäler in Ustersbach
Auf dieser Seite sind die Baudenkmäler in der schwäbischen Gemeinde Ustersbach zusammengestellt. Diese Tabelle ist eine Teilliste der Liste der Baudenkmäler in Bayern. Grundlage ist die Bayerische Denkmalliste, die auf Basis des Bayerischen Denkmalschutzgesetzes vom 1. Oktober 1973 erstmals erstellt wurde und seither durch das Bayerische Landesamt für Denkmalpflege geführt wird. Die folgenden Angaben ersetzen nicht die rechtsverbindliche Auskunft der Denkmalschutzbehörde.
 Die Liste gibt den Fortschreibungsstand vom 28. August 2018 wieder und umfasst elf Baudenkmäler.

## Baudenkmäler nach Ortsteilen

### Ustersbach
| Lage                                                      | Objekt                                            | Beschreibung | Akten-Nr.    | Bild                                              |
| --------------------------------------------------------- | ------------------------------------------------- | --- | ------------ | ------------------------------------------------- |
| Bergstraße (Standort)                                     | Sühnedenkmal für Ritter Burkhart von Schellenberg | Rotmarmor-Epitaph, um 1410. | D-7-72-211-1 | Sühnedenkmal für Ritter Burkhart von Schellenberg |
| Espach (Standort)                                         | Kalvarienberg                                     | Ende 19. Jahrhundert, mit: Kreuzkapelle, von Halbsäulen flankierter Nischenbau mit Schweifgiebel, Station XII des Kreuzwegs; dreizehn Stationen, Nischenaufsatz mit Flachsatteldach und Kreuz über rechteckigem Sockel; Christusfigur; Lourdesgrotte; südöstlich der Kirche. | D-7-72-211-8 | weitere Bilder                                    |
| Hauptstraße 28 (Standort)                                 | Ehemaliges Pfarrhaus                              | Zweigeschossiger Massivbau mit Steilsatteldach und Putzquaderung an den Ecken, 1714. | D-7-72-211-2 | Ehemaliges Pfarrhaus                              |
| Theodor-Haecker-Straße (östlich der Kirche) (Standort)    | Bildstock                                         | Stichbogennische mit Satteldach, Ende 19. Jahrhundert. | D-7-72-211-6 | Bildstock                                         |
| Theodor-Haecker-Straße (südöstlich der Kirche) (Standort) | Kriegerdenkmal                                    | Halboffener, säulengestützer Rundbau mit Kegeldach, um 1920; mit Ausstattung. | D-7-72-211-7 | weitere Bilder                                    |
| Theodor-Haecker-Straße 17 (Standort)                      | Katholische Pfarrkirche St. Fridolin              | Saalbau mit eingezogenem Chor und nördlichem Satteldachturm, Turmuntergeschoss mittelalterlich, Chor Anfang 16. Jahrhundert, Langhaus von Joseph Meitinger, 1726; mit Ausstattung                                                                                            | D-7-72-211-4 | weitere Bilder                                    |
| Theodor-Haecker-Straße 17 (östlich der Kirche) (Standort) | Kerkerkapelle                                     | Rechteckbau mit offener Vorhalle und Satteldach, erste Hälfte 18. Jahrhundert; mit Ausstattung. | D-7-72-211-5 | Kerkerkapelle                                     |
| Vom Heuweg (westlich des Ortes) (Standort)                | Feldkapelle St. Anna                              | Rechteckbau mit dreiseitigem Schluss und Dachreiter, bezeichnet mit „1865“; mit Ausstattung. | D-7-72-211-9 | weitere Bilder                                    |

### Baschenegg
| Lage                    | Objekt                                  | Beschreibung | Akten-Nr.     | Bild           |
| ----------------------- | --------------------------------------- | --- | ------------- | -------------- |
| Baschenegg 1 (Standort) | Katholische Kapelle St. Maria Magdalena | Hauskapelle des Marienheimes, Saalbau mit eingezogenem Chor und nördlichem Turm mit Spitzhelm, neugotisch, 1866; mit Ausstattung. | D-7-72-211-10 | weitere Bilder |

### Mödishofen
| Lage                  | Objekt                             | Beschreibung | Akten-Nr.     | Bild           |
| --------------------- | ---------------------------------- | --- | ------------- | -------------- |
| Kirchweg 3 (Standort) | Katholische Filialkirche St. Vitus | Saalbau mit eingezogenem Chor und südlichem Turm mit Zwiebelhaube, Langhaus im Kern mittelalterlich, Turmunterbau 16. Jahrhundert; Turmobergeschosse zweite Hälfte 17. Jahrhundert, von Ignaz Paulus, 1750; mit Ausstattung. | D-7-72-211-11 | weitere Bilder |

### Osterkühbach
| Lage                      | Objekt                                 | Beschreibung                                                                                         | Akten-Nr.     | Bild           |
| ------------------------- | -------------------------------------- | --- | ------------- | -------------- |
| Osterkühbach 3 (Standort) | Katholische Kapelle Vierzehn Nothelfer | Rechteckbau mit dreiseitigem Schluss und Dachreiter mit Spitzhelm, Barockbau, 1709; mit Ausstattung. | D-7-72-211-12 | weitere Bilder |